# Национален либерален клуб
„Национален либерален клуб“ (на английски: National Liberal Club) е джентълменски клуб в Лондон, Англия основан от Уилям Гладстоун през 1882 г.